# Барна, Степан Степанович
Степа́н Степа́нович Ба́рна (укр. Степан Степанович Барна; р. 9 октября 1979, с. Нагорянка, Тернопольская область) — украинский политический деятель. Член партии «Европейская солидарность». Народный депутат Украины 8-го созыва с ноября 2014 до 13 мая 2015 года. Со 2 апреля 2015 года по 11 июня 2019 года — глава Тернопольской областной государственной администрации

## Биография
Степан Барна родился 9 октября 1979 года в селе Нагорянка Чортковского района Тернопольской области в семье сельских учителей Степана Михайловича и Светланы Людвиговны. Брат, Олег Степанович Барна (1967—2023), являлся народным депутатом Верховной Рады восьмого созыва.

### Образование
В 1996 году окончив Ягельницкую среднюю школ поступил на исторический факультет Тернопольского педадогического института (ныне Тернопольский национальный педагогический университет).
В 2001—2004 был аспирантом института политических и этнонациональных исследований Национальной академии наук Украины. Институт последипломного образования Тернопольской академии народного хозяйства (ныне ТНЭУ) на специальность «менеджмент организаций» и получил квалификацию «Экономист». Профессиональную стажировку проходил как помощник Председателя Комитета по иностранным делам Верховной Рады Украины (по проекту «Программы содействия Парламенту Украины» Иллинойского университета (США)), также стажировался в Институте Востока Варшавского университета.

### Общественно-политическая деятельность
С 15 сентября 1999 по 30 сентября 2004 года — председатель тернопольского областного научно-поискового общества «Обереги», также был председателем наблюдательного совета этого общества. Также избирался председателем Наблюдательного Совета Института Национального Возрождения Украины имени Игоря Гереты и членом Совета по вопросам молодёжной политики при главе Тернопольской облгосадминистрации.
Работал ведущим программы Насправді на тернопольской радиостанции «УХ-Радіо». Также был автором публикаций в ряде областных СМИ.
С ноября 2004 по март 2006 года работал председателем благотворительного фонда «Идея и Чин Украины». Потом — куратором по вопросам социально-экономического развития, в апреле 2006 года назначен руководителем Общественного центра Всеукраинской общественной организации «Наша Украина» в Тернопольской области, а 28 октября был избран председателем Тернопольской областной организации ВОО «Наша Украина». 19 февраля 2007 года на общем собрании организации избран членом правления этой организации.
27 июня 2006 назначен советником министра по делам семьи, молодёжи и спорта Украины.
26 марта 2006 избран депутатом Тернопольского областного совета, работает членом постоянной Комиссии по делам семьи, молодёжи и спорта Тернопольского областного совета.
На первом съезде всеукраинской молодёжной общественно политической организации (ВМОО) «Молодёжный Союз Наша Украина» 22 октября 2005 года был избран в её президиум. В декабре 2005 избран председателем Тернопольской областной организации, а 4 ноября 2006 года возглавил движение.
С 5 марта 2005 года являлся членом политической партии «Народный Союз Наша Украина», с апреля — член президиума совета партии. Являлся координатором гражданского объединения «За Украину!».
Был активным участником Евромайдана в Тернополе и Киеве. В рамках выборов в Верховную Раду 26 октября 2014 года занял № 65 в партийном списке партии «Европейская солидарность», от которой стал депутатом. Сопредседатель межфракционного депутатского объединения «Депутатский контроль».
Со 2 апреля 2015 года по 11 июня 2019 года — глава Тернопольской областной государственной администрации. 24 апреля сдал депутатский мандат в связи с оговорённой законами Украины невозможностью совмещать должности в исполнительной и законодательной властях, официально полномочия прекращены 13 мая.

### Семья
Супруга — Татьяна Петровна Барна (1979 г. р.), дочь — София Степановна Барна (2004 г. р.).